# Ruhi Sarialp
Ruhi Sarialp (Manisa, Turquía, 15 de diciembre de 1924-Esmirna, Turquía, 3 de marzo de 2001) fue un atleta turco, especialista en la prueba de triple salto en la que llegó a ser medallista de bronce olímpico en 1948.

## Carrera deportiva
En los JJ. OO. de Londres 1948 ganó la medalla de bronce en el triple salto, con un salto de 15.02 metros, quedando en el podio tras Arne Åhman (oro con 15.40 metros) y el australiano George Avery (plata con 15.36 metros).
Dos años después, en el Campeonato Europeo de Atletismo de 1950 ganó de nuevo el bronce, con un salto de 14.53 metros.